# Санта-Рита-ду-Нову-Дестину
Санта-Рита-ду-Нову-Дестину (порт. Santa Rita do Novo Destino) — муниципалитет в Бразилии, входит в штат Гояс. Составная часть мезорегиона Центр штата Гойас. Входит в экономико-статистический микрорегион Серис. Население составляет 3150 человек на 2006 год. Занимает площадь 956,037 км². Плотность населения — 3,3 чел./км².

## История
Город основан 27 декабря 1995 года. 

## Статистика
- Валовой внутренний продукт на 2003 год составляет 19 726 178,00 реалов (данные: Бразильский институт географии и статистики).
- Валовой внутренний продукт на душу населения на 2003 год составляет 6377,68 реалов (данные: Бразильский институт географии и статистики).
- Индекс развития человеческого потенциала на 2000 год составляет 0,684 (данные: Программа развития ООН).